# تابان‌پوستان
تابان‌پوستان (نام علمی: Ganodermataceae) نام یک تیره از راسته تاقچه‌ای‌قارچ‌سانان است.